# 欧比涅
欧比涅（法語：Aubigné，法語發音：[obiɲe]）是法国西北部布列塔尼大区伊勒-维莱讷省的一个市镇，位于该省中北部，属于雷恩区。

## 地理
欧比涅（48°17'40"N, 1°38'6"W）面积2.2 平方千米，位于法国布列塔尼大區伊勒-维莱讷省，该省份为法国西北部沿海省份，位于布列塔尼半岛东部，北濒大西洋，西接阿摩尔滨海省和莫尔比昂省，南至大西洋卢瓦尔省，西南端接曼恩-卢瓦尔省，东临马耶讷省，东北与芒什省接壤。
与欧比涅接壤的市镇（或旧市镇、城区）包括：伊勒河畔蒙特勒伊、昂杜耶-讷维尔、凡镇、伊勒河畔圣梅达尔。

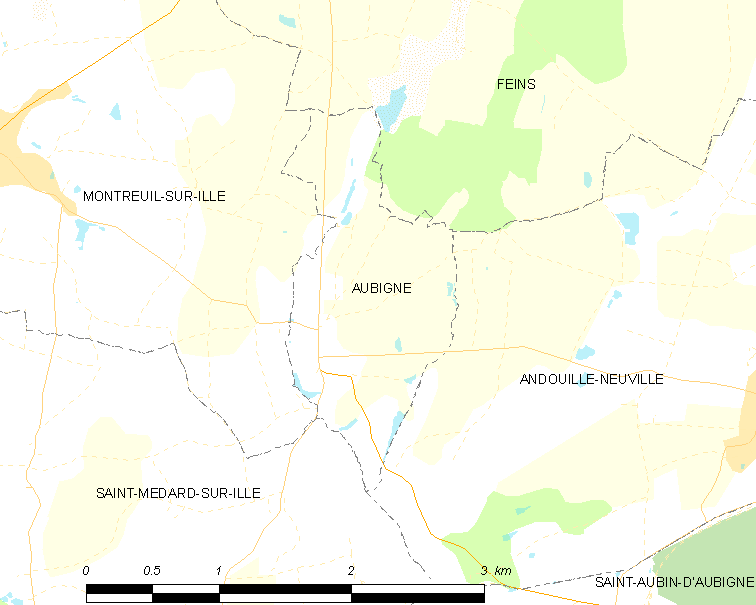
欧比涅的OSM定位图

欧比涅的时区为UTC+01:00、UTC+02:00（夏令时）。

## 行政
欧比涅的邮政编码为35250，INSEE市镇编码为35007。

## 政治
欧比涅所属的省级选区为瓦勒库埃农县。

## 人口

1962-2008年间欧比涅人口变化图示

欧比涅于2022年1月1日时的人口数量为465人。